# Dasher
Dasher（ダッシャー）は、キーボードを使うことなく文書を入力することを可能にするコンピュータアクセシビリティツールである。テキストを入力する際には、マウスやトラックパッド、タッチスクリーン、ローラーボール、ジョイスティックなどのポインティングデバイス、もしくはフット・ヘッドマウスを使うことが出来る。これらの装置は、標準的なキーボードを使うことが困難な人にとって義肢デバイスとして働く。
書き手が何をポインターに使おうとも、確率の科学的モデルに基づき、文章中どの組み合わせで書き手が次の文字を選択するのかシステムが予想し、またこの予想に基づいてその組み合わせが強調され表示される。その中からユーザーは画面に表示される文字を選択する。このシステムにより、ユーザーは次に選択する文字を選ぶ時間と手間を省くことが出来る。テキストの作成プロセスは、ユーザーがテキストを入力する際に文字が画面を飛び回ることからあたかもアーケードゲームのように見える。システムは、経験を通してどの文字の組み合わせが最も多いか学習し、またこれを反映して文字表示の手順を変化させる。
DasherはGPLの下で配布されている。Linux、Mac OS、Microsoft Windows、Pocket PCなどのプラットフォームで使用可能。
DasherはDavid J.C. MacKayにより発明され、David WardとMackeyの研究グループにより開発された。現在DasherプロジェクトはGatsby Charitable Foundationによりサポートされている。
また、DasherはUnixシステム用のGNOMEデスクトップソフトウェアの一部である。